# Сувенир (ансамбль)
«Сувенир» — ансамбль русских народных инструментов из Саратова.
С момента основания и до наших дней неизменным руководителем коллектива является Заслуженный работник культуры Российской Федерации Пётр Музыка.

## История
Основан в 1976 году при Дворце культуры «Россия».
За первые 25 лет существования ансамбль принимал участие в передачах Центального Телевидения: «Наш адрес — Советский Союз», «Товарищ песня», «Шире круг»; выступал на I съезде Федерации космонавтики в концертном зале «Россия», в концертном зале им. П. И. Чайковского, гастролировал по Саратовской области: в Балаково, п. Степное, Самойловском районе, а также в Нижнем Новгороде, Казани, Самаре, Волгограде, Астрахани, Улан-Удэ, Чите, Иркутске.
В 1980 году коллективу ансамбля было присвоено звание «народный».
В 1998 году произведена запись на ГТРК «Саратов».
В 2000 году «Сувенир» стал обладателем супер-кубка Всероссийского телевизионного конкурса «Эх, Семёновна».
В 2004 году ансамбль стал лауреатом I премии в категории камерных ансамблей на Международном конкурса-фестивале «Надежда. Таланты. Мастера» в Болгарии в городах Добрич и Албена.
Осенью 2005 года ансамбль «Сувенир» стал лауреатом международного фестиваля «Хрустальная лира» в Париже. Кроме Франции, в ходе этой гастрольной поездки музыканты посетили Польшу (г. Свибодзен), Германию (Дрезден, Берлин), где прошли концерты ансамбля.
Ежегодно «Сувенир» принимал участие в праздновании Дня военно-морского флота в Севастополе, став участником концертов и фестивалей, проводимых в честь праздника.
В 2013 году состоялась поездка в Италию.
В 2016 году во Дворце культуры «Россия» прошёл большой юбилейный концерт, посвящённый 40-летию ансамбля.

## Состав
В разные годы с ансамблем «Сувенир» сотрудничали талантливые музыканты: вокалистки Наталья Фролова, Анжела Агаджанян, Алёна Волкова, Дарья Калашникова, певец Николай Егоров, баянисты Александр Ахтырченко и Владимир Грачёв, домристка Татьяна Грачёва, балалаечники Валерий Щежин и Евгений Сопрунов и многие другие.
Текущий состав
- Александр Демьяненко — баян
- Артур Казарян — домра
- Полина Меренцова — домра-альт
- Дарья Фортес — флейта
- Сергей Колодяжный — балалайка
- Алексей Леонтьев — бас, жалейка
- Юрий Евдокимов — ударные

Пётр Музыка — художественный руководитель.

## Стиль и жанр
Музыкальный стиль «Сувенира» менялся на протяжении всего времени существования ансамбля. Основное направление — народные песни и инструментальные обработки эстрадных произведений. Но также ансамбль исполняет и классическую музыку, рок-хиты, старинные романсы, а также песни в жанре шансон.

## Награды
Ансамбль «Сувенир» награждён нагрудным знаком ЦК ВЛКСМ «За активную работу на БАМе», Дипломом ВЦСПС, Почётной грамотой Федерации космонавтики СССР, грамотами администраций Самары, Читы, Астрахани, грамотой Министерства культуры Российской Федерации.